# Peter Pessl
Peter Pessl (* 1. März 1963 in Frankfurt am Main), wuchs in Österreich auf und ist freier Schriftsteller und Radiokünstler.

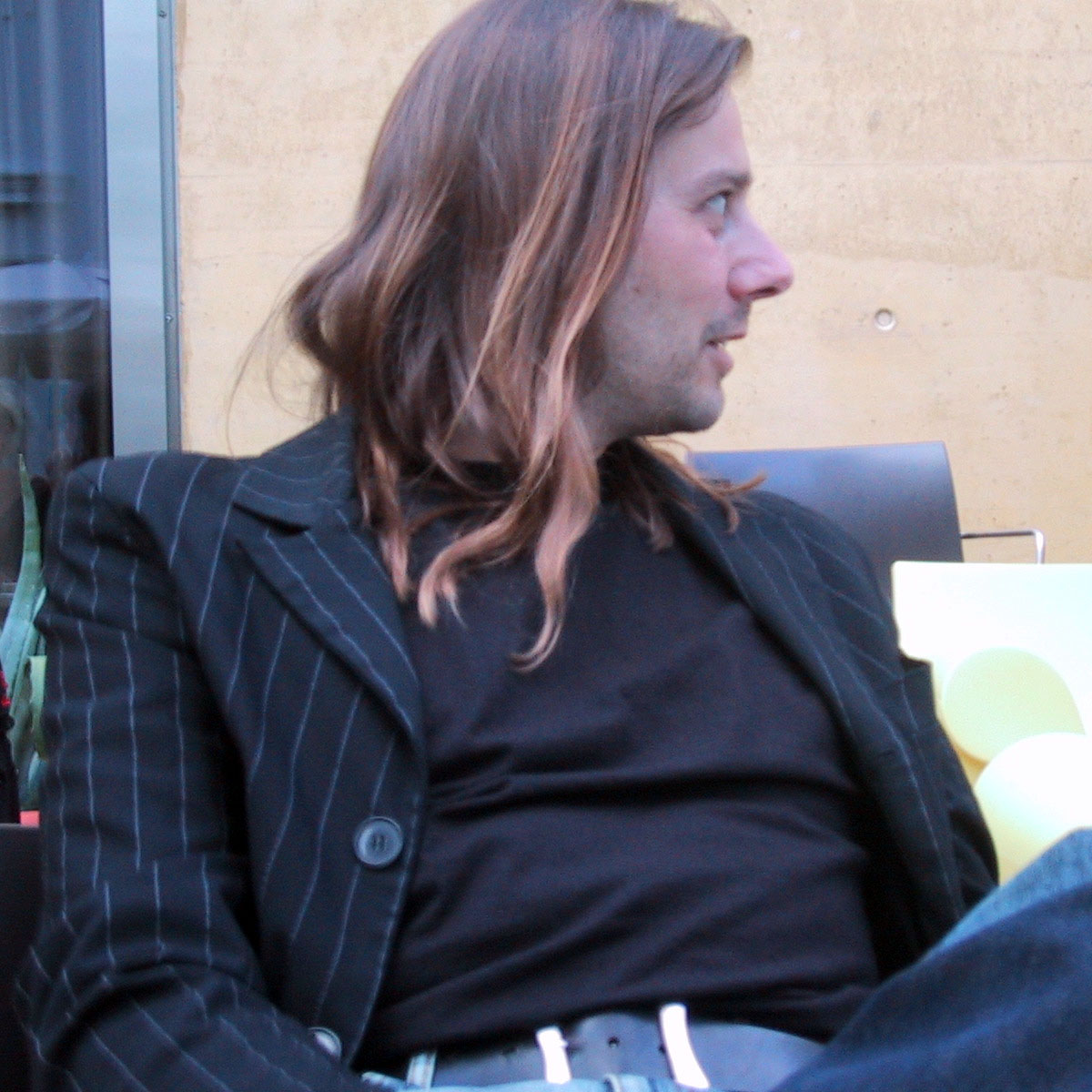
Der Autor im Literaturhaus Graz (2004)

## Leben
Peter Pessl debütierte 1984 in Graz im Gangan Verlag mit „Splitter und Sporen“, einem schmalen weinroten Gedichtband, dem er einen Satz von Antonin Artaud programmatisch voranstellte: „Poesie ist zermalmte, flammende Vielheit.“ Damals zählte er zu den jungen Autoren der Literaturzeitschrift Perspektive, die sich um Petra Ganglbauer versammelten und stand mit Friederike Mayröcker und anderen Dichtern der Wiener Avantgarde in regem Briefwechsel.
In den späten 1980er-Jahren zog er sich mit Petra Ganglbauer auf ein Weingut in der Südsteiermark zurück und schrieb Erzählungen, die vorwiegend in den Verlagen Droschl und Ritter erschienen, sowie seit 1991 auch zahlreiche Hörstücke für das ORF Kunstradio. Für die Aufzeichnungen aus dem Himalaya bereiste er die Himalaya-Regionen in Indien, Tibet und Nepal. Der Tempel der Lu, das letzte dieser vier Bücher, erschien 2013. Er ist Mitglied der Grazer Autorenversammlung und lebt heute in Wien und im Südburgenland.

## Werk

### Bücher
- Splitter und Sporen, Gedichte. Gangan Verlag, Graz 1984
- Mein Ohr alle Welt, Gedichte. Literaturverlag Droschl, Graz 1987
- Aber das ist nicht die Stille, Prosa. Literaturverlag Droschl, Graz 1989
- Regen im Gesicht, Letzte Erzählungen zur Grausamkeit, Erzählungen. Literaturverlag Droschl, Graz 1992
- Blumarine, Letzte Erzählungen zur Revolution, Erzählungen. Verlag Ritter, Klagenfurt 1998
- Do forgive me, Erzählung. Edition Das fröhliche Wohnzimmer, Wien 2002
- Der Brief mit der Aufschrift, Ein Kriminal, Erzählung (mit Zeichnungen von Ilse Kilic). Edition Das fröhliche Wohnzimmer, Wien 2005
- Die Dakini-Dialoge. Aufzeichnungen aus dem Himalaya. Ritter Verlag, Klagenfurt 2006
- Aquamarine, Final Tales of the Revolution, Übersetzt von Mark Kanak. Twisted Spoon Press, Prag 2008
- Das weisse Jahr. Aufzeichnungen aus dem Himalaya, Teil 2. Ritter Verlag, Klagenfurt 2009
- Formiert aus Luft, Aufzeichnungen aus dem Himalaya, Teil 3. Ritter Verlag, Klagenfurt 2010
- Der Tempel der Lu, Aufzeichnungen aus dem Himalaya, Teil 4. Ritter Verlag, Klagenfurt 2013
- Wiesenrom! Wiesenmein!. Ritter Verlag, Klagenfurt 2015
- Mamamaus Mandzukic. Zaubermärchen aus der Traumazeit. Ritter Verlag, Klagenfurt 2018.
- Der Schwertkönig und die Biene. Technyphion. Ritter Verlag, Klagenfurt 2020. ISBN 978-3-85415-615-4.

### Hörspiele
- Zahlreiche Hörspiele für den ORF; zuletzt: „Die Tür in den Wäldern“, in der Reihe Ö1 Radiokunst – Kunstradio, 2021

## Preise
- Literaturförderungspreis der Stadt Graz
- Literaturstipendium der Steirischen Landesregierung
- Nachwuchsstipendium für Literatur des BKA Kunstsektion
- Rom-Stipendien des BKA Kunstsektion 1995, 1999
- Staatsstipendium für Literatur des BKA Kunstsektion 1993
- Werkzuschuss aus dem Jubiläumsfonds der LVG 1995
- Dramatiker-Stipendium des BKA Kunstsektion 1999
- Arbeitsstipendium der Stadt Wien 2000
- Wiener Autorenstipendium 2010